# Areopagita Dénes
Areopagita Dénes, más átírásokban Dionüsziosz Areopágita vagy Dioniziosz Areopágita, vagy Areopagoszi Szent Dénes  (görög: Dionysios ho Areopagitēs) az athéni Areioszpagosz bírója volt, aki az 1. században élt, majd keresztény hitre tért. 
Az Apostolok Cselekedeteiben leírtak szerint  Pál apostol prédikációja térítette meg a kereszténységre. 
Eusebius szerint a megtérése után ő lett az athéni gyülekezet első vezetője, bár mások Hierotheosz után a másodiknak tartják.

## Történelmi zavarok
A 6 század elején neki tulajdonították az úgynevezett Corpus Dionysiacumot, egy misztikus jellegű írássorozatot. Szerzőjét ma Ál-Areopagita Dénes (Pszeudo-Dionüsziosz) néven ismerik.
Ezen kívül tévesen azonosították Dionysius mártírral, aki Párizsi Szent Dénes néven is ismert és Párizs első püspöke volt.

## Tisztelete
A katolikus és az ortodox egyházak ma szentként tisztelik. Athén védőszentje, a bírák és az igazságszolgáltatás védelmezőjeként tisztelik. Emlékét október 3-án ünneplik.
Athénban a 21. században két nagy templom is viseli a nevét. Továbbá az Akropolisz körüli sétálóutca is, amely az Areioszpagosz szikláján halad át.